# Id al-Fitr

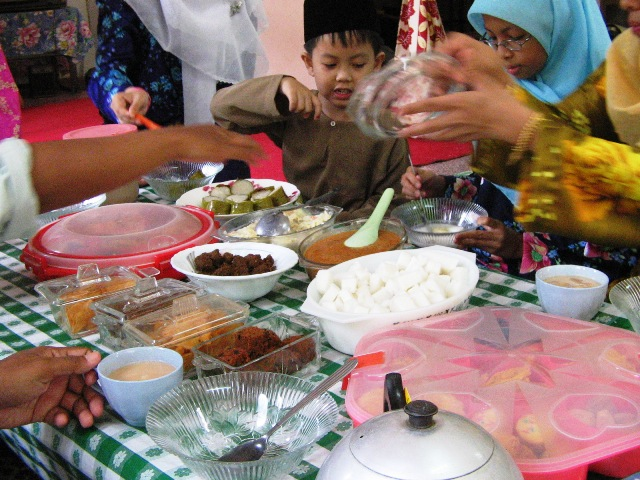
Celebració de l'Id al-Fitr a Malàisia

Id al-Fitr (àrab: عيد الفطر, ʿĪd al-Fiṭr, ‘Festa de la Ruptura del Dejuni’) o Aïdu l-Fitr, sovint abreujat com Id, Aïd o Eid, és una festivitat musulmana que marca el final del sawm o dejuni del mes de ramadà. Id significa en àrab ‘festa’, ‘celebració’ i fiṭr significa ‘ruptura del dejuni’; per això aquesta festa simbolitza la purificació després del dejuni. Tot i que l'Alcorà no esmenta la celebració de l'Id al-Fitr, és celebrat pels musulmans de tot el món. Alguns musulmans, però, no la consideren una festa sagrada. La festa és anomenada també al-Id as-Saghir o Aïdu l-saguir, ‘la Festa Petita’, per oposició a l'Id al-Ad·ha, anomenat també «la Festa Gran».
La festa se celebra el darrer dia del mes de ramadà i s'allarga els tres primers dies del mes de xawwal. Commemora l'experiència espiritual viscuda durant el mes del ramadà i la força de voluntat i l'esforç per complir el dejuni. A més, també és el moment de complir amb el deure de fer caritat (zakat), que és un dels cinc pilars de l'islam i, per als musulmans als països on són minoria, és l'oportunitat de mostrar públicament la seva fe, i de compartir-la amb els altres.
Per l'Id al-Fitr se celebra una salat o pregària específica feta generalment en un camp obert o una gran sala. En aquesta salat es realitzen dues prosternacions o rakes. A diferència d'altres pregàries, aquesta només es pot fer en comunitat (jamaa). Entre els sunnites, la salat inclou alguns takbirs addicionals als ja habituals en tota salat. A l'escola hanafita, els takbirs extres, consistents en aixecar les mans fins a l'alçada de les orelles mentre es diu Al·lahu àkbar (àrab: الله أكبر, Allāhu akbar, ‘Déu és [el] més gran’), són set, mentre que en altres escoles sunnites solen ser dotze. A l'islam xiïta, la salat té sis takbirs en la primera raka, després de la lectura o qiraa, i cinc en la segona.

## Història
Segons la tradició musulmana l'Id al-Fitr va ser establert pel profeta Mahoma. Segons certes tradicions, aquestes festes es van iniciar a Medina després de la migració de Mahoma de la Meca. Anas, un conegut company del Profeta, va narrar que, quan Mahoma va arribar a Medina, va trobar gent celebrant dos dies concrets en què s'entretenien amb esbarjo i alegria. Arran d'això, Mahoma va remarcar que Déu havia fixat dos dies de festa: l'Id al-Fitr i l'Id al-Ad·ha.

## Data
L'Id al-Fitr s'enceta el darrer dia del mes de ramadà. Per a determinar-ne l'inici, la tradició indica que cal una observació directa de la lluna i que no valen els càlculs astronòmics, cosa que fa que hi hagi certa variabilitat territorial a l'hora de determinar el dia exacte que se celebra. En tot cas, és un marge no superior a dos dies.

## Rituals generals
Tradicionalment, Eid al-Fitr comença a la posta de sol la nit de la primera visió de la lluna creixent. La nit en què es veu la lluna es celebra com Chand Raat. La celebració comença d'hora; és habitual vestir-se de festa (els homes es vesteixen de blanc, símbol de puresa) i prendre un petit esmorzar, com a mostra que s'ha acabat el dejuni. Llavors es va a la mesquita, on es dona una quantitat de diners d'almoina en compliment del zakat, i es participa en la pregària especial de la diada, que és més solemne i més llarga que habitualment. En sortir-ne, és costum reunir-se amb la família i els amics per fer un important àpat amb abundància d'aliments dolços. Aquesta celebració familiar comporta l'existència d'un vastíssim patrimoni gastronòmic propi d'aquesta data que varia en funció dels països i cultures. A banda d'això, en alguns llocs també és habitual fer-se tatuatges amb henna. És una data on és tradicional fer regals als infants. Per desitjar-se bona festa es diu: Id mubàrak! ('beneït Id!'). Si la lluna no s'observa immediatament després del 29è dia del mes lunar anterior (ja sigui perquè els núvols bloquegen la seva visió o perquè el cel occidental encara és massa brillant quan la lluna es pon), aleshores la festa se celebra l'endemà. Eid al-Fitr se celebra durant un o tres dies, depenent del país. Està prohibit dejunar el dia d'Eid, i es proposa una oració específica per a aquest dia. Com a acte de caritat obligatori, es paguen diners als pobres i als necessitats (Zakat al-Fitr) abans de realitzar la pregària 'Eid.

### Oració Eid i eidgah

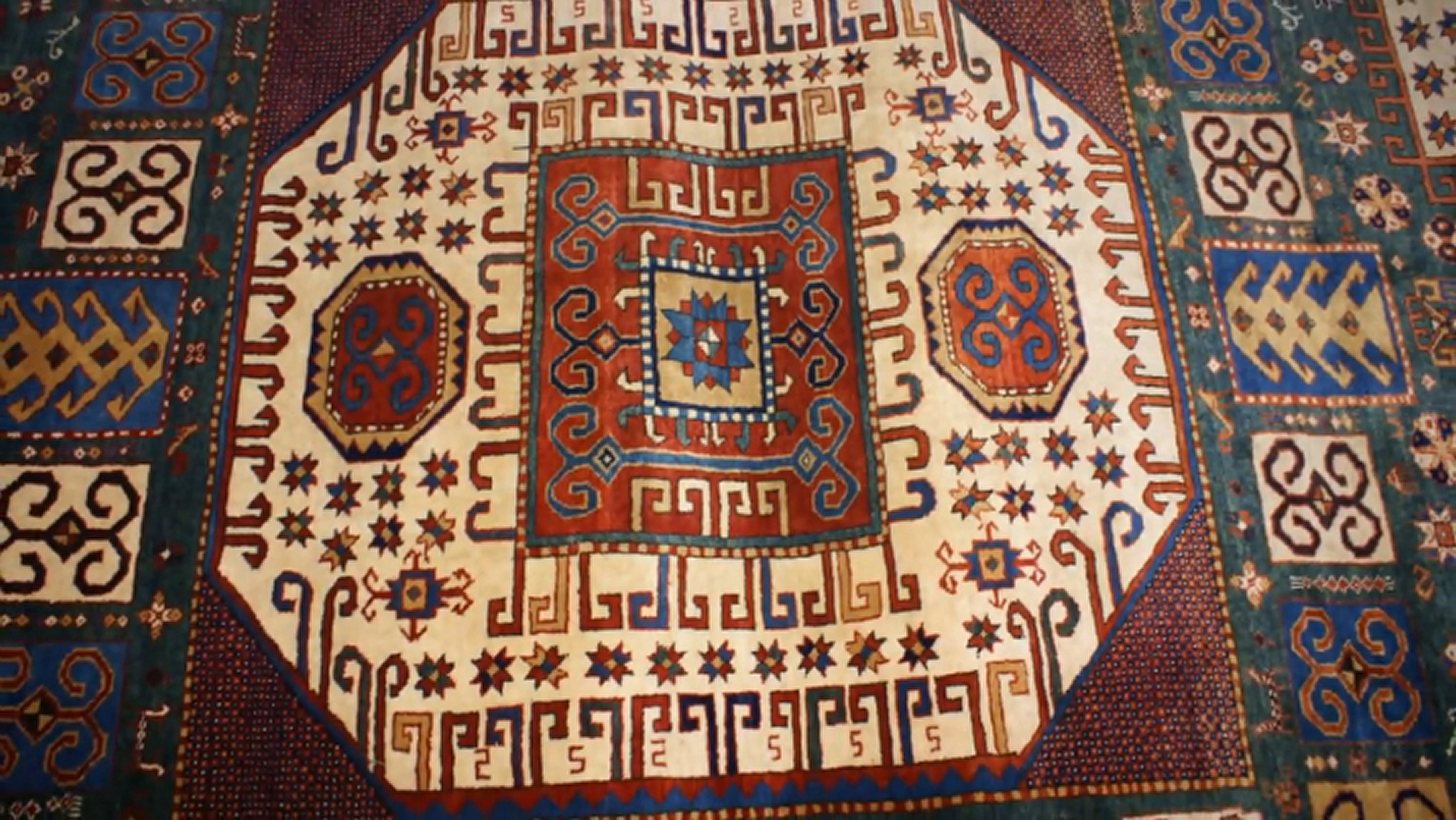
Molts musulmans solen portar catifes de pregària a la mesquita d'Eid al-Fitr.

La pregària de l'Eid la fa la congregació en una àrea oberta com un camp, un centre comunitari o una mesquita. No es fa cap crida a l'oració per a aquesta pregària d'Eid, i consta només de dues unitats d'oració, amb una quantitat variable de Takbirs i altres elements de pregària en funció de la branca de l'Islam observada. L'oració de l'Eid és seguida del sermó i després una súplica demanant el perdó, la misericòrdia, la pau i les benediccions de Déu per a tots els éssers vius del món. El sermó també instrueix als musulmans sobre la realització de rituals de l'Eid, com el zakat. El sermó de l'Eid té lloc després de l'oració de l'Eid, a diferència de l'oració del divendres que arriba abans de l'oració. Alguns imams creuen que escoltar el sermó de l'Eid és opcional. Després de les oracions, els musulmans visiten els seus familiars, amics i coneguts o celebren grans celebracions comunals a cases, centres comunitaris o sales de lloguer.

#### Procediment sunnita
Tal com mana el ritual, els sunnites lloen Déu en veu alta mentre van a la pregària de l'Eid:
| « | Allāhu Akbar, Allāhu Akbar. Lā ilāha illà l-Lāh wa-l-Lāhu akbar, Allahu akbar wa-li-l-Lāhi l-ḥamd | » |

La recitació cessa quan arriben al lloc d'Eid o un cop l'imam comença les activitats.
L'oració comença fent Niyyah per a l'oració, abans que l'imam i els seus seguidors diguin el Takbir. A continuació, es realitza el Takbirat al-Ihram, dient Allahu Akbar tres vegades, aixecant les mans a les orelles i deixant-les caure cada vegada, excepte l'última quan les mans estan plegades. L'imam llegeix llavors l’Al-Fatihah, seguit d'una altra Surah. La congregació realitza ruku i sujud com en altres oracions. Això completa el primer rak'ah.
La congregació s'aixeca i plega les mans per al segon rak'ah, després del qual l'imam recita Surah Fatiha seguida d'una altra Surah. Després d'això, tres Takbirs són cridats just abans del ruku, cada vegada aixecant les mans a les orelles i deixant-les caure. Per quarta vegada, la congregació diu Allahu Akbar i posteriorment entra al ruku. La resta de la pregària es completa de la manera habitual. Això completa la pregària de l'Eid. Després de la pregària, hi ha una khutbah.

#### Procediment xiïta
La pregària comença amb el Niyyat seguit de cinc Takbirs. Durant cada Takbir del primer rakat, es recita un Dua especial. Llavors, l'imam recita Sūrat al-Fātiḥah i Surat Al-'A`lá i la congregació realitza Ruku i Sujud com en altres oracions. En el segon Rakat, es repeteixen els mateixos passos anteriors (cinc Takbeers, Sūrat al-Fātiḥah i Surat Al-'A`lá, Ruku i Sujud). Després de la pregària, comença Khutbah.

### Celebració posterior a la pregària
Durant la celebració de l'Eid, els musulmans es saluden dient 'Eid Mubarak', que en àrab significa "Beneït Eid". Com que arriba després d'un mes de dejuni, sovint es preparen i consumeixen plats i aliments dolços durant la celebració. Els musulmans solen decorar les seves cases i també se'ls anima a perdonar-se els uns als altres i a buscar perdó. Als països amb una gran població musulmana, normalment és un dia festiu amb la majoria d'escoles i empreses tancades durant el dia. Les pràctiques difereixen segons el país i la regió.

## A Catalunya
En els països de tradició islàmica aquesta data és festiva (en el sentit de no laboral) i això fa que al nostre país sigui més complicat participar en la celebració. Aquells que poden fer festa (a compte de dies personals, per exemple) procuren complir amb les diverses tradicions, i generalment s'organitzen per a fer ús d'un equipament públic on poder dur a terme la pregària, ja que els espais habituals se saturarien. És per això que alguns poliesportius i altres espais amb grans salons són habitualment transformats en oratoris, amb els elements necessaris per a poder dur a terme l'oració. En aquestes pregàries no és estrany convidar-hi autoritats civils, i que se'ls dediqui unes paraules de benvinguda en català o en castellà, mentre la resta de la pregària és en àrab, o en la llengua majoritària dels assistents. La pregària és tan participativa que, en aquells casos en què no s'ha pogut trobar un espai adequat i es fa a les mesquites, s'hi poden arribar a fer fins a quatre torns de pregària. Una part del culte sempre és en àrab clàssic o alcorànic i una altra en l'idioma o dialecte de la comunitat: dàrija en el cas dels marroquins, urdú per als pakistanesos, etc.

## Calendari
- 3 de març de 1995 (1415)
- 20 de febrer de 1996 (1416)
- 9 de febrer de 1997 (1417)
- 30 de gener de 1998 (1418)
- 19 de gener de 1999 (1419)
- 8 de gener de 2000 (1420)
- 27 de desembre de 2000 (1421)
- 16 de desembre de 2001 (1422)
- 6 de desembre de 2002 (1423)
- 25 de novembre de 2003 (1424)
- 14 de novembre de 2004 (1425)
- 3 de novembre de 2005 (1426)
- 24 d'octubre de 2006 (1427)
- 13 d'octubre de 2007 (1428)
- 1 d'octubre de 2008 (1429)
- 20 de setembre de 2009 (1430)
- 10 de setembre de 2010 (1431)
- 30 d'agost de 2011 (1432)
- 19 d'agost de 2012 (1433)
- 8 d'agost de 2013 (1434)
- 28 de juliol de 2014 (1435)
- 17 de juliol de 2015 (1436)
- 6 de juliol de 2016 (1437)
- 25 de juny de 2017 (1438)
- 15 de juny de 2018 (1439)
- 5 de juny de 2019 (1440)
- 24 de maig de 2020 (1441)
- 13 de maig de 2021 (1442)
- 2 de maig de 2022 (1443)
- 21 d'abril de 2023 (1444)
- 10 d'abril de 2024 (1445)
- 31 de març de 2025 (1446)
- 20 de març de 2026 (1447)